# Kornelia Hässig Vinzens
Kornelia Hässig Vinzens, oft nur Kornelia Hässig (* 16. März 1967) ist eine Schweizer Politikerin (SP).

## Leben
Kornelia Hässig Vinzens studierte Biologie in Zürich und arbeitete anschliessend von 1994 bis 2000 als Wissenschaftliche Mitarbeiterin im Bereich Natur- und Landschaftsschutz beim Baudepartement des Kantons St. Gallen. Von 2002 bis 2003 absolvierte sie in Zürich das höhere Lehramt im Fach Biologie und arbeitete anschliessend von 2004 bis 2011 als Lehrerin an der Berufs-, Fach- und Fortbildungsschule Bern (BFF). Seit 2011 arbeitet Hässig Vinzens als Fachspezialistin Aus- und Weiterbildung beim Bundesamt für Energie. Sie ist verheiratet, hat drei Kinder und lebt in Zollikofen.

## Politik
Kornelia Hässig Vinzens war in der Gemeinde Muri von 2007 bis 2009 Mitglied der Umweltschutzkommission und von 2009 bis 2013 Mitglied des Gemeinderats (Exekutive), wo sie das Ressort Umwelt und Energie leitete. 2016 wurde sie in den Grossen Gemeinderat (Legislative) von Zollikofen gewählt.
Im Februar 2016 rückte Hässig Vinzens als Nachfolgerin von Eva Baltensperger in den Grossen Rat des Kantons Bern nach. Sie war von 2016 bis 2018 Mitglied der Justizkommission und vertritt seit 2017 die SP-Fraktion in der Bau-, Energie-, Verkehrs- und Raumplanungskommission.
Kornelia Hässig Vinzens ist Co-Präsidentin der SP Frauen Kanton Bern, Vorstandsmitglied der SP Zollikofen und Vizepräsidentin der Sektion Mittelland des Vereins Casafair.